# Cyriel Van Overberghe
Cyriel Van Overberghe (Bellegem, 4 mei 1912 - Kortrijk, 28 januari 1995) was een Belgisch wielrenner. Hij was beroepsrenner van 1936 tot 1939. In de Ronde van Frankrijk 1939 werd hij 10de.

## Palmares
1934
- Circuit Franco-Belge
- 2e in Paris - Somain
- 2e in Tourcoing - Duinkerke- Tourcoing

1935
- Omloop van de Haven van Duinkerke
- Circuit Franco-Belge
- 3e in 1e en 4e etappe Derby van het Noorden
- eindklassement Derby van het Noorden
- 2e in Rijsel-Parijs-Rijsel
- 3e in Parijs - Valenciennes
- 2e in Rijsel - Brussel - Rijsel
- Valenciennes
- 3e in GP du Progrès de la Somme
- 2e etappe Tour du Nord
- 3e in 1e etappe Omloop van het Westen

1936
- 3e in 1e etappe Parijs - Saint-Étienne
- 1e etappe Omloop van de Morbihan en eindklassement
- 3e in eindklassement Parijs - Saint-Étienne

1938
- 3e in Ieper
- 3e in Berchem
- 2e in Bredene
- Marchienne
- 3e in Berchem (Oudenaarde)

1939
- 2e in Luik-Bastenaken-Luik
- 2e in Belgisch kampioenschap
- 2e in eindklassement Paris - Sedan
- 8e etappe Ronde van het Zuidwesten
- 2e in eindklassement Parijs - Saint-Étienne

1944
- 3e in GP Westkrediet - Omloop der Vlaamse Bergen
- 3e in Omloop der Vlaamse Ardennen Ichtegem

## Resultaten in voornaamste wedstrijden
| Jaar | Ronde van Italië | Ronde van Frankrijk | Ronde van Spanje |
| ---- | ---------------- | ------------------- | ---------------- |
| 1936 |                  | 26e                 |                  |
| 1938 | 17e              |                     |                  |
| 1939 |                  | 10e                 |                  |

| Jaar | Ronde van Vlaanderen | Parijs-Roubaix | Luik-Bast.‑Luik | Parijs-Brussel | Parijs-Tours |
| ---- | -------------------- | -------------- | --------------- | -------------- | ------------ |
| 1936 | 4e                   |                |                 |                |              |
| 1938 |                      |                |                 | 11e            |              |
| 1939 | 15e                  | 5e             | Zilver          |                | 16e          |